# Fjällets son
Fjällets son (nordsamiska: Duoddara árbi) är en svensk dokumentärfilm med spelfilmsinslag från 1994. Filmen regisserades av Paul-Anders Simma och är hans långfilmsdebut som regissör.
Filmen premiärvisades i Sveriges Television den 11 april 1994 och visades därefter på bio med premiär den 16 december samma år.

## Handling
När fadern dör ska sonen John-Andreas tar över rennäringen. Han har blivit erbjuden 100 000 kronor för att tillhandahålla 30 renar till invigningen av OS i Lillehammer. Kommer han att orka?

## Medverkande
- Johan-Andreas Utsi
- Karen E Utsi
- Ellen Utsi
- Kari Utsi
- Sara Utsi
- Aslak-Einar Utsi
- Lars-Ole Utsi
- Ola Andreas Utsi
- Jon Einar Utsi
- Oiva Alamattila
- Johan-Aslak Logje
- Sara Margrethe Oskal